# Leopold Lindtberg
Leopold Lindtberg, född 1 juni 1902 i Wien i dåvarande Österrike-Ungern, död 18 april 1984 i Sils im Engadin, var en schweizisk film- och teaterregissör. Bland hans verk märks Sista chansen (1945), som vann Guldpalmen vid Filmfestivalen i Cannes 1946. År 1955 satt han med i juryn för festivalen.

## Filmografi i urval
- 1938 – Skyttesoldat Wipf
- 1939 – Efterspanad
- 1940 – Kärleksbreven
- 1944 – Marie-Louise
- 1944 – Budkavlen går
- 1945 – Sista chansen
- 1947 – Tvångströjan
- 1951 – 4 i en jeep